# 阿拉伯海鈍頭鰩
阿拉伯海鈍頭鰩（學名：Amblyraja reversa），為軟骨魚綱鰩目鰩科鈍頭鰩屬的一種，分布於西印度洋巴基斯坦海域，深度可達1500公尺，本魚體盤成年個體呈菱形，幼體較圓，整個圓盤和尾部散佈著堅實的小刺，上部為棕色，可能有黑色斑點，底部為白色，有一個堅硬的、大致呈三角形的鼻子和一條比身體短的尾巴，體長可達60公分，棲息在深海海域，為底棲性魚類，屬肉食性，卵生，卵囊為長方形並有堅硬角狀突起，生活習性不明。